# Провиденија (град)
Провиденија (град) (рус. Провидения; срп. „Провиђење“), је град и лука у Русији, на обали Чукотског мора, на крајњем североистоку Сибира и Евроазије. Припада Чукотском аутономном округу, седиште је истоименог дистрикта и значајно је лучно пристаниште и поморски центар у том региону, који повезује Пацифик, преко Беринговог мореуза, са Северним леденим океаном. У близини се налази и аеродром, који остварује значајан промет у области ваздушног саобраћаја, повезујући крајњи исток Русије са Аљаском.
Основан је 1930. године, статус града и лучког седишта, добио је 1939. године. Према последњем попису, спроведеном 2010. године, град броји 1972 становника. Временска зона града је Гринич плус 12 сати (UTC + 12). Клима је субполарна.

## Становништво
Према прелиминарним подацима са пописа, у граду је 2010. живело становника, (%) више него 2002.
| 1959. | 1970. | 1979. | 1989. | 2002. | 2010. |
| ----- | ----- | ----- | ----- | ----- | ----- |
| 4.840 | 6.586 | 4.643 | 5.432 | 2.723 | 1.970 |